# Enguerrand III de Coucy
Pour les articles homonymes, voir Enguerrand de Coucy.
Enguerrand III de Coucy (1182-1242), dit Enguerrand le Bâtisseur, seigneur de Coucy, de Condé, de La Fère, de Marle, de Crépy et de Vervins. Par son premier mariage, il fut comte de Roucy, et par son deuxième, comte régent du Perche.
« Je ne suis roy, ne prince, ne comte aussy. Je suis le sire de Coucy. »

## Généalogie
En premières noces, il épouse Béatrice de Vignory, veuve du comte de Roucy, Jean Ier.
En secondes noces, il épouse Mathilde de Saxe (° 1172 - † 13 janvier 1209), veuve de Geoffroy III, comte du Perche. Mathilde de Saxe est la fille d'Henri le Lion, duc de Bavière et de Saxe, et de Mathilde d'Angleterre. 
En troisièmes noces, Enguerrand III épouse Marie de Montmirail et d'Oisy, fille du bienheureux Jean de Montmirail, connétable de France, seigneur de Montmirail, La Ferté-Gaucher, Condé, La Ferté-sous-Jouarre, Tresmes, Crèvecœur et Oisy, vicomte de Meaux et châtelain de Cambrai, qui lui donne six enfants :
1. Marie de Coucy, qui épouse le roi Alexandre II d'Écosse dit Le Pacifique, puis vers 1251 ou 1252 Jean d'Acre († 1296), fils de Jean de Brienne, roi de Jérusalem et empereur d'Orient ;
2. Raoul II de Coucy († 1250 au cours de la bataille de Mansourah en Égypte lors de la septième croisade, près du comte d'Artois, frère de Saint Louis, qu'il défendit au prix de son sang) ;
3. Enguerrand IV de Coucy († 1311) ;
4. Jean de Coucy ;
5. Alix Ire de Coucy, qui épouse le comte de Guînes, Arnould III, d'où la succession de Coucy (Enguerrand V) ;
6. Jeanne de Coucy, qui épouse Jean Ier seigneur de Mailly, d'Acheu et de Ploich.

## Biographie

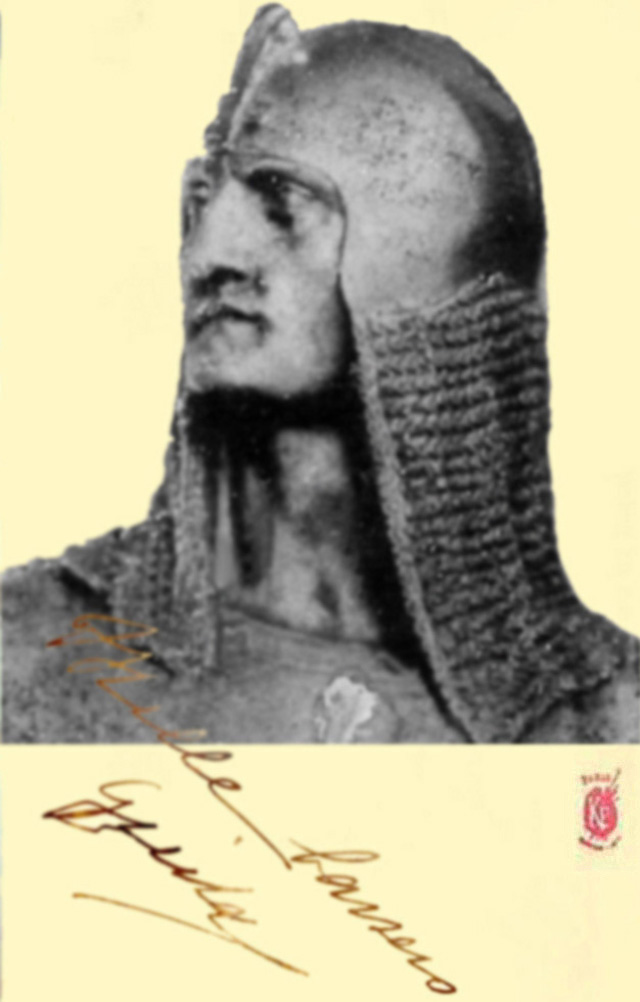
Enguerrand III, photographie d'une statue détruite lors du saccage de la cité des Sires de Coucy en 1917.

Né en 1182 au château de Coucy, il est le fils aîné de Raoul Ier de Coucy et d'Alix II, fille du comte capétien Robert Ier de Dreux.
Enguerrand III est, avec Enguerrand VII, le plus prestigieux et le plus intéressant des seigneurs de Coucy. Il est aussi sans conteste le plus ambitieux d'entre eux. Enguerrand III symbolise la lutte opiniâtre des grands féodaux contre la Couronne pour préserver leur indépendance. Au cours de sa souveraineté longue d'une cinquantaine d'années, il accorde des chartes de franchises à plusieurs communes relevant de son autorité.
Enguerrand prend part, en 1214, à la bataille de Bouvines, où son action fait remarquer son courage. Avant la bataille, une messe fut dite, ensuite Philippe Auguste dans un simulacre de la Cène, demanda à ses chevaliers de manger le pain et de boire le vin, en signe de fidélité. Enguerrand III fut le premier à prendre le pain et à le tremper dans le vin. Durant la bataille, à la vue de l'Empereur Otton de Brunswick, il le chargea au galop, lance baissée et le désarçonna. Plus tard, il participe à la croisade des Albigeois, qui ensanglante le midi de la France pendant près d'un demi-siècle.
En 1226, le roi Louis VIII le Lion meurt inopinément en laissant le trône des Capétiens à un enfant de douze ans, le futur Saint Louis. La régence du royaume est confiée à la mère du jeune prince, la reine Blanche de Castille. Enguerrand juge le moment opportun pour asseoir définitivement la suprématie des grands barons, dont il se fait le porte-parole. Pour montrer sa puissance et légitimer ainsi ses intentions, il entreprend la construction de nombreux châteaux forts dont le château de Coucy, Marle, Assis-sur-Serre, Saint-Gobain et Folembray.

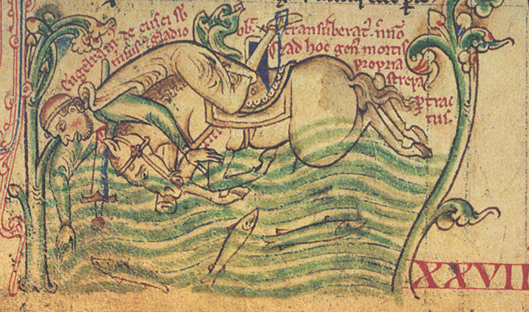
Mort d'Enguerrand III de Coucy, dessin de Matthieu Paris
(Chronica Majora, Cambridge, Corpus Christi, 16,).

Les travaux du château de Coucy, commencés vers 1225, se poursuivront jusqu'à sa mort en 1242. À l'extrémité ouest de la ville de Coucy, il bâtit un énorme quadrilatère qu'il flanque de quatre tours colossales et qu'il couronne d’un donjon dont le célèbre architecte Viollet-le-Duc dira : « auprès de ce géant, les plus grosses tours connues, soit en France, soit en Italie, ou en Allemagne, ne sont que des fuseaux ». Les dimensions de ce donjon (dynamité par l'armée allemande en mars 1917) – cinquante-quatre mètres de hauteur, trente-deux mètres de diamètre, cent mètres de circonférence, et sept mètres cinquante d’épaisseur de murs à la base - traduisent la démesure de l'ambition de ce prince qui épousera, entre autres, Mathilde de Saxe, la petite-fille d'Henri II Plantagenêt, roi d'Angleterre.
Lorsqu'il meurt en 1242 à Gercy (Aisne), tué accidentellement par sa propre épée qui le transperce à la suite d'une chute de cheval, il laisse à sa descendance un domaine considérable, dominé par une imposante forteresse.

## Légende
À la suite de ces constructions, voici les rumeurs divulguées à travers les âges : en position de force, Enguerrand réussit à convaincre les grands seigneurs, ses pairs, de l'aider à enlever le jeune Louis IX (futur Saint Louis) pour ceindre la couronne royale à sa place. Le complot aurait réussi sans la trahison de Thibault IV de Champagne qui, au dernier moment, se rangea du côté de Blanche de Castille, certainement séduit par ses charmes.
Anecdote véridique ou non : le sire de Coucy n'en gardera pas moins la réputation du plus puissant baron du royaume.